# Kajdacs, Tolna
Kajdacs  este un sat în districtul Paks, județul Tolna, Ungaria, având o populație de 1.296 de locuitori (2011). 

## Demografie
Componența etnică a satului Kajdacs
     Maghiari (89,78%)
     Romi (9,32%)
     Alții (0,9%)
Componența confesională a satului Kajdacs
     Romano-catolici (38,19%)
     Reformați (22,53%)
     Fără religie (11,11%)
     Luterani (1,7%)
     Necunoscută (26,08%)
     Atei (0,39%)
Conform recensământului din 2011, satul Kajdacs avea 1.296 de locuitori. Din punct de vedere etnic, majoritatea locuitorilor (89,78%) erau maghiari, cu o minoritate de romi (9,32%). Nu există o religie majoritară, locuitorii fiind romano-catolici (38,19%), reformați (22,53%), persoane fără religie (11,11%) și luterani (1,7%). Pentru 26,08% din locuitori nu este cunoscută apartenența confesională.